# ماي داي
ماي داي (بالإنجليزية: Mayday، ويلفظ /mɛ.dɛ/ أو /mɛj.dɛj/)‏ هو نداء استغاثة متعارف عليه دولياً. يطلق من خلال الاتصالات اللاسلكية (الراديو) للإبلاغ عن خطر جسيم يهدد مركبة ما (طائرة أو سفينة أو قطار) يجب على مطلق النداء أن يكرره ثلاث مرات.
ماي داي هو تحريف للكلمة الفرنسية (m'aider) والتي تعني ساعدوني. اعتمد استخدامه في اتفاقية واشنطن الدولية للإبراق، الموقعة بتاريخ 25 نوفمبر 1927. دخلت هذه الاتفاقية حيز التطبيق بتاريخ 1 يناير 1929.

## وصلات خارجية
اتفاقية واشنطن الدولية للإبراق باللغتين الفرنسية والإنكليزية